# Severoosetinská autonomní sovětská socialistická republika
Severoosetinská autonomní sovětská socialistická republika (osetsky Цæгат Ирыстоны Автономон Советон Социалистон Республикæ, rusky Северо-Осетинская Автономная Советская Социалистическая Республика) byla autonomní republikou Ruské sovětské federativní socialistické republiky v Sovětském svazu existující v letech 1936 až 1991. Hlavním městem byl Vladikavkaz, v letech 1931 až 1944 a 1957 až 1990 nazýván Ordžonikidze.

## Historie
Roku 1921 byl v rámci Horské autonomní sovětské socialistické republiky vytvořen Osetinský národnostní okruh, po zániku této republiky se okruh začlenil do sovětského Ruska jako Severoosetinská autonomní oblast s administrativním centrem ve Vladikavkazu, který však k oblasti nepatřil a měl statut autonomního města, jelikož byl zároveň správním střediskem Ingušské autonomní oblasti.
Roku 1934 se Ingušsko sloučilo s Čečenskem v Čečensko-ingušskou autonomní oblast a město bylo připojeno k Severní Osetii. Po přijetí nové stalinské ústavy Sovětského svazu v roce 1935 se Severoosetinská autonomní oblast transformovala na Severoosetinskou autonomní sovětskou socialistickou republiku, která existovala do roku 1990. 20. září toho roku vydal Nejvyšší sovět Severoosetinské autonomní sovětské socialistické republiky Prohlášení o státní suverenitě, čímž byla vyhlášena Severoosetinská sovětská socialistická republika, ta se roku 1993 stala subjektem Ruské federace jako Republika Severní Osetie - Alanie.

## Obyvatelstvo
| Národnost | 1959, tis. obyv. | 1970, tis. obyv.. | 1979, tis. obyv. | 1989, tis. obyv. | 2002, tis. obyv. |
| --------- | ---------------- | ----------------- | ---------------- | ---------------- | ---------------- |
| Oseti     | 215,5 (47,8 %)   | 269,3 (48,7 %)    | 299,0 (50,5 %)   | 334,9 (53,0 %)   | 445,3 (60,7 %)   |
| Rusové    | 178,7 (39,6 %)   | 202,4 (36,6 %)    | 200,7 (33,9 %)   | 189,2 (29,9 %)   | 164,7 (23,2 %)   |
| Ingušové  | 6,1 (1,3 %)      | 18,4 (3,3 %)      | 23,7 (4,0 %)     | 32,8 (5,2 %)     | 25,4 (5,0 %)     |
| Arméni    | 12,0 (2,7 %)     | 13,4 (2,4 %)      | 12,9 (2,2 %)     | 13,6 (2,2 %)     | 17,1 (2,4 %)     |
| Kumykové  | 3,9              | 6,4 (1,2 %)       | 7,6 (1,3 %)      | 9,5 (1,5 %)      | 12,7 (1,8 %)     |
| Gruzíni   | 8,2 (1,8 %)      | 10,3 (1,9 %)      | 11,3 (1,9 %)     | 12,3 (1,9 %)     | 10,8 (1,5 %)     |
| Ukrajinci | 9,4 (2,1 %)      | 9,3 (1,7 %)       | 10,6 (1,8 %)     | 10,1 (1,6 %)     | 5,2 (0,7 %)      |
| Čečenci   | …                | …                 | …                | 2,6              | 3,4              |
| Kabarďané | …                | …                 | …                | 2,8              | 2,9              |
| Turci     | …                | …                 | …                | …                | 2,8              |
| Němci     | …                | …                 | 2,5              | 3,1              | …                |
| Řekové    | 2,5              | 3,0               | 3,0              | 3,0              | 7,0              |
| Korejci   | 2,5              | 2,8               | …                | …                |                  |